# Disco (film)
Disco je francouzská komedie z roku 2008 natočená režisérem Fabienem Ontenientem, která měla premiéru v dubnu téhož roku. Hlavní postavy ztvárnili Franck Dubosc jako bývalý diskotékový tanečník Didier Graindorge, zvaný „Travolta“ a Emmanuelle Béart, která představovala učitelku klasického tance France Navarrovou.
Taneční choreografii inscenoval Redha.

## Děj
Nezaměstnaný čtyřicátník Didier Graindorge (Franck Dubosc), známý pod přezdívkou „Travolta“, žije v přístavním městě Le Havre. Jeho snahou je přimět anglickou matku svého osmiletého syna Briana, která s ním bydlí za kanálem La Manche, aby mu umožnila s potomkem strávit dovolenou. Ta si však klade podmínku smysluplné náplně prázdnin.
Majitel night-clubu „Gin Fizz“ Jean-François Civette (Gérard Depardieu) pořádá taneční disco soutěž o zájezd pro dvě osoby do Austrálie. Didier se rozhodne oprášit svou úspěšnou taneční kariéru a obnovit taneční trio „Bee Kings“, pojmenované po kapele Bee Gees, které v 80. letech vyhrávalo taneční diskotékové soutěže. Spolu se dvěma kamarády, přístavním jeřábníkem Walterem (Samuel Le Bihan) a prodejcem bílé techniky Neuneuilem (Abbes Zahmani), zahájí přípravu pod vedením majitelky místní taneční školy France Navarreové (Emmanuelle Béart). Didier s ní postupně naváže bližší přátelství. Tanečník „Travolta“ projeví své city, když svou lásku k učitelce otevřeně sdělí jejím překvapených rodičům. Vznikající vztah je tak ukončen a oba zůstávají pouze profesionálními partnery na hodinách tance.
„Bee Kings“ se probojují přes tři vyřazovací kola až do finále, v němž porazí italskou taneční formaci. Didier tak s letenkami do Austrálie získává syna na prázdniny, zatímco tanečnice France odlétá žít zpátky do New Yorku.

## Obsazení
- Franck Dubosc – Didier Graindorge, přezdívka Didier Travolta
- Emmanuelle Béart – France Navarre
- Gérard Depardieu – Jean-François Civette, přezdívka Jean-François Jackson
- Samuel Le Bihan – Walter
- Abbes Zahmani – Neuneuil
- Annie Cordy – madam Graindorge
- Isabelle Nanty – baronka
- François-Xavier Demaison – Guillaume Navarre
- Christine Citti – Coco
- Chloé Lambert – Cerise
- Danièle Lebrun – matka Navarrové
- Jacques Sereys – otec Navarrové
- Jérôme Le Banner – Rodolphe
- Chantal Banlier – madam Sochard
- Christine Paolini – madam Prunelli
- Xavier Beauvois – dokař
- Gilles Lemaire – Albert
- Albert de Paname – DJ v klubu

## Soundtrack
K filmu vyšel soundtrack.

### Seznam skladeb
1. Tina Charles – „I Love To Love“ (verze 1989)
2. The Jackson Five – „Blame It On The Boogie“ (1978)
3. Earth, Wind & Fire – „September“
4. Gloria Gaynor – „First Be A Woman“
5. Cerrone – „Supernature“
6. Boney M. – „Sunny“
7. Christophe Willem – „Heartbreaker“
8. Tina Arena – „Night Fever“
9. Gloria Gaynor – „Never Can Say Goodbye“
10. Cerrone – „Laisser Toucher“
11. Boney M. – „Daddy Cool“
12. Cerrone – „Give Me Love“
13. Earth, Wind & Fire – „Boogie Wonderland“
14. Voyage – „From East To West“
15. The Weather Girls – „It's Raining Men“
16. Nivo – „Disco“
17. Edwin Starr – „H.A.P.P.Y. Radio“
18. Donna Summer – „Last Dance“
19. Joe Dassin – „À toi“
20. Carl Douglas – „Kung Fu Fighting“
21. La Compagnie Créole – „Vive le douanier Rousseau“